# Mari Kretz
Mari Kretz, född 1966, är en svensk konstnär verksam i Malmö och Stockholm. 
Kretz utbildade sig vid Umeå Konsthögskola 1992-97(MFA) och har en ettårig vidareutbildning på Fri konst & nya media vid Valands Konsthögskola och studier i komposition vid Elektronmusikstudion i Stockholm.
Hon har genom åren haft separat- och grupputställningar samt konserter i Sverige och utomlands. Hennes verk har visats på bland annat Vårsalongen på Liljevalchs konsthall (2023), PULS Audiorama i Stockholm (2021), Benhuset, Katarina Kyrka i Stockholm (2021), Digitaliseum i Malmö (2021), Vienna Acousmonium i Wien (2019), BEASTdome i Birmingham (2019), Galleri 21, Malmö (2010), Teckningsmuseet i Laholm (2010).
Hon är representerad i Stockholms Läns Landsting,  Västra Götalandsregionen och hos flera kommuner och privata samlare